# Fakír z Benáres a jiné povídky
Fakír z Benáres (1944) je sbírka povídek českého spisovatele Mirko Paška, odehrávajících se v Indii a v Iráku. Povídky vznikly na základě vlastních autorových cestovatelských zkušeností, jsou velmi poetické a vždy obsahují nějakou malou záhadu nebo tajemství.

## Obsah sbírky
Sbírka obsahuje tyto povídky:
- Stráž u Tádže o tajemném zjevení tváře předčasně zemřelé ženy indického mogula Šáhdžahána, která je v Tádž Mahalu v Agře pohřbena.
- Fakír z Benáres o fakírovi, který byl schopen oživit mrtvého ptáčka.
- Útěk z ráje popisující krásu města Kandy na Cejlonu a podivnou touhu jeho obyvatel opustit tento ráj.
- Zázrak v Itimad-ud-Daula o hrobce Itimad-ud-Daula v Agře, která na okamžik dokáže splnit sen každé ženy, být věčně krásná.
- Hledání Samarry o hledání neznámého města, jehož fotografii autor našel v Káhiře a o kterém mu dlouho nikdo nedovedl říci, kde leží. Když se konečně do Samarry v Iráku dostal, prožil svou chviličku štěstí, „ten velký, šťastný okamžik, ve kterém jsme jednoho cíle dosáhli a ještě nemyslíme na další“.

## Vydání
- Kniha vyšla poprvé roku 1944 jako Fakir z Benares: exotické povídky v Nakladatelství Mladých na Kladně, s obálkou Otty Mizery
- Podruhé vyšla roku 2012 v nakladatelství Albatros jako 211. svazek jeho edice Knihy odvahy a dobrodružství pod názvem Fakír z Benáres a jiné povídky (ilustroval Lubomír Kupčík). V tomto vydání však sbírka zabírá pouze jednu třetinu knihy. Zbytek je tvořen kapitolou Velký run z autorova románu Ztracená prérie (1975).